# زمین‌لرزه ۱۹۸۷ نیوزیلند
زمین‌لرزه نیوزلند در تاریخ ۲ مارس ۱۹۸۷ میلادی، برابر با ‎۱۱ اسفند ۱۳۶۵، ساعت ۱:۴۲:۳۴ به زمان یوتی‌سی در نیوزلند رخ داد. ژرفای این زلزله ۵۰٫۳ کیلومتر بود، و بزرگی آن ۶٫۵ در مقیاس Mw اعلام شده‌است. زمین‌لرزه به وقت محلی در روز دوشنبه، ساعت ۱۳ روی داده و منطقه زمانی آن یوتی‌سی +۱۲ بوده‌است (با لحاظ تغییر ساعت تابستانی).
سازمان زمین‌شناسی آمریکا نیز رومرکز این زمین‌لرزه را در مختصات ۳۷°۵۷′۵۴″جنوبی ۱۷۶°۴۵′۵۴″شرقی / ۳۷٫۹۶۵°جنوبی ۱۷۶٫۷۶۵°شرقی و ژرفای آن را در ۱۹ کیلومتر گزارش کرده‌است. بزرگی برگزیدهٔ این سازمان از میان بزرگی‌های محاسبه‌شدهٔ مختلف ۶٫۸ در مقیاس MS بوده و از دید اثر، در میان چهار دسته‌بندی «نامحسوس»، «محسوس»، «زیان‌آور» یا «با تلفات»، زلزله را «با تلفات» اعلام کرده‌است. رانش زمین در آن به وجود آمده‌است.
پروژهٔ «تنسور گشتاور مرکزوار» زاویه‌های (راستا، شیب، ریک) گسل سازندهٔ زمین‌لرزه و صفحه عمود بر آن را (°۳۶، °۳۲، °۱۰۱-) یا (°۲۲۸، °۵۸، °۸۳-) و نوع گسل را«عادی» فرارسانده‌است.
زمین‌لرزه هیچ کشته‌ای نداشته و شمار زخمیان ۲۵ نفر برآورده شده‌است.